# Logaritmisk derivering
Logaritmisk derivering är inom matematik en teknik som används vid derivering av vissa funktioner och kan reducera räknearbetet markant. Speciellt väl fungerar den om uttrycket består av ett antal väl avgränsade enheter som multiplicerats ihop. Den logaritmiska derivatan av en funktion f kan tas att vara
{\displaystyle {\frac {d}{dx}}(ln(f(x)))={\frac {1}{f(x)}}f'(x)={\frac {f'(x)}{f(x)}}}
dvs, derivatan av logaritmen av funktionen. Uttrycket kan härledas genom att tillämpa derivatan av {\textstyle \ln x}, men substituera {\textstyle x} mot {\textstyle f(x)}.

## Exempel
{\displaystyle f(x)={\frac {g_{1}(x)\cdots g_{n}(x)}{h_{1}(x)\cdots h_{m}(x)}}}
Tag logaritmen:
{\displaystyle \ln(f(x))=\ln(g_{1}(x))+\cdots +\ln(g_{n}(x))-\ln(h_{1}(x))-\cdots -\ln(h_{m}(x))}
Derivera:
{\displaystyle {\frac {f'(x)}{f(x)}}={\frac {g'_{1}(x)}{g_{1}(x)}}+\cdots +{\frac {g'_{n}(x)}{g_{n}(x)}}-{\frac {h'_{1}(x)}{h_{1}(x)}}-\cdots -{\frac {h'_{m}(x)}{h_{m}(x)}}}
Härur löses {\displaystyle f'(x)} enkelt och ger.
{\displaystyle f'(x)=f(x)\left({\frac {g'_{1}(x)}{g_{1}(x)}}+\cdots +{\frac {g'_{n}(x)}{g_{n}(x)}}-{\frac {h'_{1}(x)}{h_{1}(x)}}-\cdots -{\frac {h'_{m}(x)}{h_{m}(x)}}\right)}
I allmänhet ser naturligtvis uttrycken inte så trevliga ut som exemplet, men det kan ändå vara en hjälp för att derivera deluttryck.